# José Villafuerte
José Villafuerte   (Esmeraldas, 7 de novembre de 1956) és un exfutbolista equatorià de la dècada de 1980.
Fou 42 cops internacional amb la selecció de l'Equador de 1976 a 1985.
Pel que fa a clubs, defensà els colors de El Nacional durant la major part de la seva carrera.